# Love (film, 1920)
Pour les articles homonymes, voir Love.
Pour plus de détails, voir Fiche technique et Distribution.
Love est un film américain réalisé par Wesley Ruggles, sorti en 1920.

## Synopsis
Natalie Storm se débat pour faire vivre sa mère et sa petite sœur en travaillant dans un atelier clandestin. Lorsque sa mère meurt, elle voit sa sœur souffrir de malnutrition. Elle rejette alors la proposition de mariage de Tom Chandler, un ingénieur, qui part en Amérique du Sud pour faire fortune, et devient la maîtresse d'Alvin Dunning, un magnat de Wall Street.
Chandler revient d'Amérique du Sud après avoir découvert une mine de cuivre. Invité à une soirée chez Dunning, il y rencontre Natalie, et le cœur brisé de la savoir sa maîtresse, il s'en va. Natalie, désespérée, arrive à rompre avec Dunning après avoir bénéficié d'un tuyau sur des actions. Dunning cherche à la forcer à revenir avec lui, et lors d'un accident de voiture il est tué et Natalie gravement blessée. Lorsqu'elle rouvre les yeux, elle voit Tom près d'elle et ils se réconcilient.

## Fiche technique
- Titre original : Love
- Réalisation : Wesley Ruggles
- Scénario : Louis Joseph Vance
- Direction artistique : Charles H. Kyson
- Photographie : Charles J. Stumar
- Montage : Ralph Dixon
- Production : J. Parker Read Jr.
- Société de production : J. Parker Read Jr. Productions
- Société de distribution : Associated Producers
- Pays d'origine :  États-Unis
- Langue originale : anglais
- Format : noir et blanc — 35 mm — 1,37:1 — Film muet
- Genre : drame
- Durée : 70 minutes
- Date de sortie :
  - États-Unis : 5 décembre 1920
- Licence : domaine public

## Distribution
- Louise Glaum : Natalie Storm
- Peggy Cartwright (en) : Beatrice Storm
- James Kirkwood : Tom Chandler
- Joseph Kilgour : Alvin Dunning
- Edith Yorke : la mère de Beatrice et Natalie